# RT Aurigae
RT Aurigae (RT Aur) è una stella supergigante bianco-gialla di magnitudine media 5,75 situata nella costellazione dell'Auriga. Dista 1561 anni luce dal sistema solare.

## Osservazione
Si tratta di una stella situata nell'emisfero boreale. La sua posizione moderatamente boreale fa sì che questa stella sia osservabile specialmente dall'emisfero nord, in cui si mostra alta nel cielo nella fascia temperata; dall'emisfero australe la sua osservazione risulta invece più penalizzata, specialmente al di fuori della sua fascia tropicale. La sua magnitudine pari a +5,8 la pone al limite della visibilità ad occhio nudo, pertanto per essere osservata senza l'ausilio di strumenti occorre un cielo limpido e possibilmente senza Luna.
Il periodo migliore per la sua osservazione nel cielo serale ricade nei mesi compresi fra dicembre e maggio; nell'emisfero nord è visibile anche all'inizio dell'estate, grazie alla declinazione boreale della stella, mentre nell'emisfero sud può essere osservata limitatamente durante i mesi della tarda estate australe.

## Caratteristiche fisiche
La stella è una supergigante bianco-gialla classificata come variabile cefeide; la sua magnitudine varia da +5,00 a +5,83 in un periodo di 3,73 giorni. Possiede una magnitudine assoluta media di -2,65 e la sua velocità radiale positiva indica che la stella si sta allontanando dal sistema solare.